# 被排斥的國家
被排斥的国家（或称賤民國家、放逐國家）指該國因其国內國际行为與國際規範脫軌，或在國際權力聯盟結構終缺乏穩定支持，而處於外交孤立或易受責難的国家，與國際法或國際規範所不容許的行為，如支持恐怖主義或無視於國際法或外交規範、體制、或條約的不受歡迎之國家行為，導致被國際社會邊緣化。

## 歷史上的著名例子
採取種族隔離政策時期的南非，在軍售、外交、國際體育等活動受到孤立，是放逐的國家，當南非停止了種族隔離，南非從放逐的國家變成了一個在非洲及非洲以外經濟上與政治上有影響力的國家。

## 自保行為
當放逐的國家面臨不友善的國際環境時，這些國家可能採取販賣自行生產及研發的武器以求支持的行動，更可能試圖自行研發核武器以保證自身安全，如以色列、南非及中華民國曾經採取此軍售及研發行動，其中南非成功研發核武器（於1990年宣佈銷毀所有核武器，1993年銷毀完成），以色列則被懷疑擁有核武器（可能60枚的核武器）。而朝鮮民主主義人民共和國面臨國際制裁仍發展出了核武器，以回應國際的普遍敵意和宣示其自主性。朝鮮民主主義人民共和國政府至今仍無視國際制裁，顯示了其強硬的政策。